# باد دونكان
باد دونكان (بالإنجليزية: Bud Duncan)‏ هو ممثل أمريكي، ولد في 31 أكتوبر 1883 في الولايات المتحدة، وتوفي في 25 نوفمبر 1960 بلوس أنجلوس في الولايات المتحدة.

## وصلات خارجية
- باد دونكان على موقع IMDb (الإنجليزية)
- باد دونكان على موقع قاعدة بيانات الفيلم (الإنجليزية)